# Unidad periférica de Ródope
Ródope es una unidad periférica de Grecia. Su capital es Komotiní. Hasta el 1 de enero de 2011 fue una de las 51 prefecturas en que se dividía el país.

## Municipios
Desde el año 2011, la unidad periférica de Ródope se divide en los siguientes cuatro municipios: 

Municipios de la unidad periférica de Ródope.

| Municipio     | Población (2011) | Capital  | Número |
| ------------- | ---------------- | -------- | ------ |
| Komotiní      | 66 919           | Komotiní | 1      |
| Arrianá       | 16 577           | Filira   | 2      |
| Íasmos        | 13 810           | Íasmos   | 3      |
| Maronea-Sapes | 14 733           | Sapes    | 4      |